# Фофана, Исмаэль
Исмаэ́ль Беко́ Фофана́ (фр. Ismaël Béko Fofana; 8 сентября 1989, Абиджан, Кот-д’Ивуар) — ивуарийский футболист, нападающий.

## Клубная карьера
Футболом начал заниматься с 7 лет. Сначала выступал в команде «Академия де Соль Бени», которая являлась резервной командой клуба «АСЕК Мимозас». В 2006 году присоединился к главной команде. В дебютном сезоне в Высшей лиге Кот-д’Ивуара приглянулся селекционерам английского «Чарльтон Атлетик», куда перешёл в январе 2007 года. По причине отсутствия разрешения на работу был отдан в аренду в датский «Фредрикстад». Позже, в августе 2008 года, был отдан в аренду в «Шербур». Фофана сыграл только одну игру за Шербур в первенстве Франции, после чего вернулся в расположения «Чарльтона». Следом последовала очередная аренда в «Сен-Ло». В январе 2010 года покинул клуб, предварительно аннулировав договор. Вернулся на родину и присоединился к «Севе Спорт».
В конце января 2012 года просматривался вместе с Дидье Кадио в гюмрийском «Шираке». В середине марта на прошедшей пресс-конференции в Гюмри президент «Ширака» Арман Саакян представил новых футболистов команды: вратаря Артура Арутюняна, полузащитника Дам Диопа и Исмаеля Фофана. С игроками были заключены контракты и вручены футболки. В августе 2013 года был продан в белградский «Партизан», с которым футболист заключил 4-х летнее соглашение
В начале 2015 года был отдан в аренду сроком на один год в китайский клуб «Циндао Чжуннэн».

## Международная карьера
Принял участие в 2005 году на Кубке африканских наций U-17, прошедшем в Гамбии, за ивуарийскую сборную. Также выступал за сборную U-17 в 2005 году на первенстве мира.

## Достижения
«Ширак»
- Чемпион Армении: 2012/13
- Обладатель Кубка Армении: 2011/12

## Статистика
Данные на 13 января 2013 года
| Клуб             | Сезон            | Чемпионат | Чемпионат | Кубки | Кубки | Еврокубки | Еврокубки | Всего | Всего |
| Клуб             | Сезон            | Матчи     | Голы      | Матчи | Голы  | Матчи     | Голы      | Матчи | Голы  |
| ---------------- | ---------------- | --------- | --------- | ----- | ----- | --------- | --------- | ----- | ----- |
| Фредрикстад      | 2007/08          | 13        | 1         | ?     | ?     | 0         | 0         | 13    | 1     |
| Всего            | Всего            | 13        | 1         | ?     | ?     | 0         | 0         | 13    | 1     |
| Шербур           | 2008/09          | 1         | 0         | ?     | ?     | 0         | 0         | 1     | 0     |
| Всего            | Всего            | 1         | 0         | ?     | ?     | 0         | 0         | 1     | 0     |
| Сен-Ле Ман       | 2009/10          | 11        | 2         | ?     | ?     | 0         | 0         | 11    | 2     |
| Всего            | Всего            | 11        | 2         | ?     | ?     | 0         | 0         | 11    | 2     |
| Ширак            | 2012/13          | 30        | 14        | 3     | 0     | 4         | 0         | 37    | 14    |
| Всего            | Всего            | 30        | 14        | 3     | 0     | 4         | 0         | 37    | 14    |
| Всего за карьеру | Всего за карьеру | ?         | ?         | ?     | ?     | ?         | ?         | ?     | ?     |